# Catasticta pieris
Catasticta pieris is een vlinder uit de onderfamilie Pierinae van de familie van de witjes (Pieridae).
De wetenschappelijke naam werd in 1874 gepubliceerd door Carl Heinrich Hopffer.

## Ondersoorten
- Catasticta pieris pieris
- Catasticta pieris innuba Röber, [1908]
- Catasticta pieris intermedia Lathy & Rosenberg, 1912